# Miro Heiskanen
Miro Heiskanen, född 18 juli 1999 i Esbo, Finland, är en finländsk professionell ishockeyspelare som spelar för Dallas Stars i National Hockey League (NHL). Han har tidigare spelat för HIFK Hockey i Liiga.
Heiskanen draftades av Dallas Stars i första rundan i 2017 års draft som tredje spelare totalt.

## Klubblagskarriär

### Tidig karriär
Heiskanen spelade hockey till 14 års-ålder i ungdomslagen för finska Liiga-klubben Esbo Blues, senare spelade Heiskanen inom HIFK:s ungdomslag. När han spelade på Junir-nivå under säsongen 2015/16 spelade gjorde han 14 poäng i 30 matcher. Han tilldelades i och med det Yrjö Hakala Award som årets rookie.

### HIFK
Den 30 maj 2016 skrev han på ett treårskontrakt med HIFK A-lag.
Under säsongen 2016/17, vid 17 års-ålder gjorde Heiskanen sin professionella debut med HIFK i Liiga. Han spelade därefter hela säsongen med A-laget och blev en viktig kugge till laget framgångar. Han noterade för fem mål och fem assist på 47 matcher. HIFK:s huvudtränare Antti Törmänen beskrev honom som sitt lags bästa försvarare den säsongen och berömde hans förmåga att alltid fatta rätt beslut. I slutet av säsongen ansågs Heiskanen vara ett topp alternativen vid NHL Entry Draft 2017, med Göran Stubb från NHL Central Scouting som beskrev honom som "den solklaraste bästa europeiska försvararen i draften". Heiskanen valdes slutligen i första rundan som tredje spelare totalt.

### Dallas Stars
Heiskanen fick börja säsongen 2018/19 direkt i NHL-laget och debuterade därefter den 4 oktober i en 3–0-seger över Arizona Coyotes. Den 25 oktober i en 5–2-seger över Anaheim Ducks gjorde Heiskanen sitt första NHL-mål i karriären då han satte pucken bakom målvakt John Gibson assisterad av Jason Spezza. Detta ledde till att han vid en ålder på 19 år och 99 dagar, blev den näst yngsta Stars-försvararen som gjort mål för organisationen. Den 2 januari 2019 utsågs Heiskanen till Stars enda representant vid NHL All-Star 2019 och blev den andra rookien i Stars-historia som utsågs till All-Star Game. Vid denna tidpunkt var han på en sjundeplats i ligan bland rookies och andraplats bland rookie-försvarare med 17 inkasserade poäng. När Stars kvalificerade sig för slutspel i Stanley Cup 2019 blev Heiskanen den tredje försvararen i historien som var under 20 år och gjort två mål i slutspelet.
Den 30 augusti 2020, i match 4 i Stars andra omgång slutspelsserie mot Colorado Avalanche, skulle Heiskanen sätta Stars poängrekord för mest poäng av en försvarare då han gjorde sitt 16:e. Stars att nådde Stanley Cup-finalen 2020 men förlorade mot Tampa Bay Lightning i match sex. Heiskanen avslutade slutspelet med 26 poäng på 27 matcher, vilket var fjärde mest av någon försvarare under ett slutspel, bakom Paul Coffey, Brian Leetch och Al MacInnis.

## Statistik
| 2016–2017    | HIFK         | Liiga        | 37  | 5  | 5  | 10 | 4  | 8  | 0 | 3  | 3  | 0  |
| 2017–2018    | HIFK         | Liiga        | 30  | 11 | 12 | 23 | 8  | 14 | 3 | 6  | 9  | 18 |
| 2018–2019    | Dallas Stars | NHL          | 82  | 12 | 21 | 33 | 16 | 13 | 2 | 2  | 4  | 2  |
| 2019–2020    | Dallas Stars | NHL          | 68  | 8  | 27 | 35 | 12 | 27 | 6 | 20 | 26 | 2  |
| 2020–2021    | Dallas Stars | NHL          | 36  | 5  | 15 | 20 | 8  | –  | – | –  | –  | –  |
| NHL totalt   | NHL totalt   | NHL totalt   | 151 | 20 | 49 | 69 | 28 | 40 | 8 | 22 | 30 | 4  |
| Liiga totalt | Liiga totalt | Liiga totalt | 67  | 16 | 17 | 33 | 12 | 22 | 3 | 9  | 12 | 18 |

### Internationellt
| Källa: Uppdaterad: 2020-01-03 | Källa: Uppdaterad: 2020-01-03 | Källa: Uppdaterad: 2020-01-03 |         | Utv = Utvisningsminuter | Utv = Utvisningsminuter | Utv = Utvisningsminuter | Utv = Utvisningsminuter | Utv = Utvisningsminuter |
| År                            | Lag                           | Mästerskap                    | Matcher | Mål                     | Assists                 | Poäng                   | Utv                     |                         |
| ----------------------------- | ----------------------------- | ----------------------------- | ------- | ----------------------- | ----------------------- | ----------------------- | ----------------------- | ----------------------- |
| 2016                          | Finland                       | U18                           | 7       | 0                       | 1                       | 1                       | 0                       |                         |
| 2017                          | Finland                       | U18                           | 7       | 2                       | 10                      | 12                      | 0                       |                         |
| 2017                          | Finland                       | JVM                           | 6       | 0                       | 1                       | 1                       | 0                       |                         |
| 2018                          | Finland                       | JVM                           | 5       | 0                       | 2                       | 2                       | 0                       |                         |
| 2018                          | Finland                       | OS                            | 5       | 1                       | 0                       | 1                       | 2                       |                         |
| 2018                          | Finland                       | VM                            | 8       | 0                       | 2                       | 2                       | 0                       |                         |
| Junior totalt                 | Junior totalt                 | Junior totalt                 | 25      | 2                       | 14                      | 16                      | 0                       |                         |
| Senior totalt                 | Senior totalt                 | Senior totalt                 | 13      | 1                       | 2                       | 3                       | 2                       |                         |